# Kazuhiro Morita
Kazuhiro Morita (Japans: 森田一浩, Morita Kazuhiro) (Tokio, 1952 - 25 augustus 2021) was een Japans componist en arrangeur.

## Levensloop
Morita studeerde compositie bij Yoshio Hasegawa aan de Tokyo National University of Fine Arts and Music (Japans: 東京藝術大学 Tōkyō Gei-jutsu Daigaku), nu: Tokyo University of the Arts in Tokio. 
Hij schreef werken voor vele genres van werken voor sologitaar tot grote orkestwerken. Zijn bewerkingen voor harmonieorkest worden in Europa, in Noord-Amerika en Zuid-Amerika gespeeld, zoals Symphonic Suite "Sketches of Japan" van Koichi Kishi, het ballet Appalachian Spring van Aaron Copland, Dansen van Galanta en Variaties op een Hongaars volkslied, "De Pauw" van Zoltán Kodály, het symfonische gedicht Don Juan, op. 28 en een selectie uit de opera Salome van Richard Strauss, het Concert voor orkest, Sz. 116 en De miraculeuze Mandarijn, op.19, Sz.73 van Béla Bartók, de Symfonie nr. 1 "Der Titan" van Gustav Mahler, de 2e suite uit het ballet Daphnis et Chloé, de Spaanse Rapsodie en het ballet Ma Mère l'Oye van Maurice Ravel en de Rapsodie op een thema van Paganini van Sergej Rachmaninov. 
Maar naast deze bewerkingen schreef hij ook eigen werk voor harmonieorkest. Hij maakt deel uit van de programmacommissie van de federatie van Japanse harmonieorkesten en is instructeur voor blaasinstrumenten aan de Shobi-universiteit.

## Composities

### Werken voor harmonieorkest
- 1985 Pop Step March
- 1989 Festival March 1989, voor harmonieorkest
- 1990 Prelude to the Jungfrau
- 1996 Canticles of the South
- 2003 Mana in October, voor harmonieorkest
- Fanfare I, voor harmonieorkest
- Flower clock
- Revelation and the Nativity, mars
- Serenade, voor harmonieorkest

### Kamermuziek
- Aubade, voor klarinetensemble
- Bagatelles on the name of BACH, voor klarinetensemble
- Kumamoto Folk tunes, voor klarinetensemble
- Londonderry Air, voor klarinetensemble
- Pele, voor klarinetkwartet
- Rumba sequence, voor klarinetkwartet
- Terpsichore I, voor koperoktet (3 trompetten, hoorn, 2 trombones, eufonium en tuba)
- Variation on a theme of "Ah, vous dirai-je, Maman", voor klarinetensemble